# 1445

## Události
- velká morová epidemie v českých zemích
- Malajsie přechází na islám

### Probíhající události
- 1431–1445 – Basilejsko-ferrarsko-florentský koncil
- 1436–1449 – Lučchuan-pchingmienské války

## Narození
- ? – Luca Pacioli, italský františkánský mnich a matematik, zakladatel účetnictví († 1514/1517)
- ? – Luca Signorelli, italský renesanční malíř († 16. října 1523)
- ? – Israhel van Meckenem mladší, německý grafik a zlatník († 10. listopadu 1503)

## Úmrtí
Česko
- ? – Hynčík II. Bruntálský z Vrbna, slezský šlechtic a vůdce protihusitských vojsk (* ?)

Svět
- 7. ledna – Olivera Despina, srbská princezna a manželka osmanského sultána Bajezida I. (* 1372)
- 19. února – Eleonora Aragonská, manželka portugalského krále Eduarda I. (* 1402)
- 15. července – Johana Beaufortová, skotská královna jako manželka Jakuba I. a regentka Skotska (* asi 1404)
- 16. srpna – Markéta Skotská, dcera skotského krále Jakuba I. (* 25. prosince 1424)

## Hlavy států
- České království – interregnum
- Svatá říše římská – Fridrich III.
- Papež – Evžen IV. – Felix V. (vzdoropapež)
- Anglické království – Jindřich VI.
- Francouzské království – Karel VII.
- Polské království –
- Uherské království – Ladislav Pohrobek
- Říše Inků – Pachacútec Yupanqui
- Byzantská říše – Jan VIII. Palaiologos